# Ceratomyxa maxima
Ceratomyxa maxima is een microscopische parasiet uit de familie Ceratomyxidae. Ceratomyxa maxima werd in 1980 beschreven door Gaevskaya & Kovaljova. 